# پرنگاوور (گورنگی میلانوواتس)
پرنگاوور (به صربی: Prnjavor) یک منطقهٔ مسکونی در صربستان است که در ناحیه موراویتسا واقع شده‌است. پرنگاوور ۱۰۷ نفر جمعیت دارد.